# Henryk Chmiel
Henryk Chmiel (ur. 1932, zm. 25 sierpnia 2017) – polski specjalista w zakresie ogrodnictwa, prof. dr hab.

## Życiorys
Obronił pracę doktorską, następnie uzyskał stopień doktora habilitowanego. 8 lipca 1997 nadano mu tytuł profesora w zakresie nauk rolniczych. Pracował w Katedrze Roślin Ozdobnych na Wydziale Ogrodnictwa i Architektury Krajobrazu, w Szkole Głównej Gospodarstwa Wiejskiego w Warszawie, oraz pełnił funkcję członka Komitetu Nauk Ogrodniczych na V Wydziale Nauk Rolniczych, Leśnych i Weterynaryjnych Polskiej Akademii Nauk.
Piastował stanowisko wiceprezesa i Sekretarza Generalnego Stowarzyszenia Inżynierów i Techników Ogrodnictwa.

## Odznaczenia
- Złota Odznaka Honorowa NOT[3]
- Srebrna Odznaka Honorowa NOT[3]
- Krzyż Kawalerski Orderu Odrodzenia Polski[3]